# 奧德林基
51°11′44″N 26°22′20″E / 51.19556°N 26.37222°E
奧德林基（烏克蘭語：Одринки），是烏克蘭的村落，位於該國西北部羅夫諾州，由薩爾內區負責管轄，始建於1920年，面積0.7平方公里，海拔高度157米，2001年人口622，人口密度每平方公里888.6人。